# Седрик Алекзандър
Седерик Джонсън (роден на 16 август 1989) е американски професионален кечист от WWE, участващ в шоуто Първична сила под името Седрик Алекзандър. Той е най-известен с времето си в Ring of Honor от 2011 до 2016 г.

## Професионална кеч кариера

### Ring of Honor

#### Кеч фабрика Си и Си (2011 – 2013)
От 2010, Алекзандър главно се бие в тъмни мачове на ROH. През 2011 започва да се бие за ROH като обикновен кечист, след като сформира отбор, наречен Кеч фабрика Си и Си с Каприс Колман.
На 23 декември, Последна битка 2011, Си и Си участват в Отборен пореден мач за бъдещ мач за Световните отборни титли на ROH, където са елиминирани от Братя Бравадо (Харлем и Ланселот). На 30 март, на Събитие в Слънцето Част 1, те са победени от Най-великия отбор на кеча (Чарли Хаас и Шелтън Бенджамин). На следващия ден, Част 2, Алекзандър е победен от Томасо Чампа. На 15 септември, Смърт преди безчестие 10: Щатът на Спешното, са победени от S.C.U.M. (Джими Джейкъбс и Стив Корино). На Слава чрез Чест 11: Неразрушима надежда, те отново побеждават Братя Бравадо. На 16 декември, Последна битка 2012, те неуспешно предизвикват S.C.U.M. за Световните отборни титли на ROH в троен мач, който включва Братя Бриско, които печелят мача. На 3 март 11-ото годишно шоу, той и Колман са победени от S.C.U.M. На 5 април, Събитието на честта 7, Си и Си партнират на Би Джей Уайтмър, Марк Бриско и Майк Мондо и губят от S.C.U.M. (Клиф Комптън, Джими Джейкъбс, Джими Рейв, Рет Тайтъс и Райно). На 4 май, Гранични войни 2013, те побеждават Ей си Ейч и ТаДариус Томас. На 18 май, Безмилостно те партнират с Джей Литал и побеждаат Мат Тейвън и реДРакон (Боби Фиш и Кайл О'Райли). На 8 юли, на Живей и остави да умира, Алекзандър е победен от Дейви Ричардс. На 22 юни, на Най-добрия на света 2013, те неуспешно предизвикват реДРакон за Световните отборни титли на ROH, в троен мач, който включва S.C.U.M. (Рет Тайтъс и Клиф Комптън). На 3 август на Звездно развлечение 5, те са победени от Адреналиновия шемет (Ей Си Ейч и ТаДариус Томас) в троен мач, който включва Йънг Бъкс.

#### Индивидуално участие (2014 – 2016)
На 25 януари, на Най-доброто в кеча, той побеждава Андрю Евърет. На 8 февруари, на Щатът на изкуството, той е победен от Джими Джейкъбс. На 21 февруари, на 12-ото годишно шоу, той партнира с Марк Бриско и Адам Пейдж и губят от Десетилетието (Родерик Стронг, Би Джей Уайтмър и Джими Джейкъбс). На 7 март на Вдигане на летвата – Ден 1, той партнира с Адам Пейдж в отборен мач срещу Десетилетието, където отново губят. На следващия ден, Вдигане на летвата – Ден 2, той е победен от Кевин Стийн. На 22 март, на Високо летене той е победен от Майкъл Елджин. На 4 април, на Събитие на Честта 8, губи мач от Родерик Стронг. На 19 април, на Висота, той партнира с Анрю Евърет и губят от реДРакон. На Глобални войни, на 10 май той побеждава Родерик Стронг. След мача той е атакуван от Стронг и останалите от Десетилетието и бива запратен в столове, контузвайки рамото си. Алекзандър прави поява на Войната на световете, където атакува Десетилетието зад гръб. Това води до Мач до предаване срещу Стронг на Най-добрия на света, който Алекзандър печели. На 9 август, по време на турнето Лятна жега, той неуспешно предизвиква Майкъл Ейджин за Световната титла на ROH. На 6 септември, на Звездно развлечение 6, той е уреден да се бие срещу Силас Йънг, но Йънг си чупи крака, а Ей Си Ейч не се показва по време на шоуто, и той предизвиква Джей Литал за Световната телевизионна титла на ROH, но е победен. На 11 октомври на шампиони срещу Звезди, той е победен от Кристофър Даниълс. На 7 ноември, на Оцеляването на най-силния – Ден 1, той е победен от Адам Пейдж в квалификационен мач за Оцеляването на най-силния за 2014. На следващия ден на Оцеляването на най-силния – Ден 2, той е победен от Джей Литал. На 22 ноември, на Отборни войни, той е победен от Томасо Чампа в Мач без дисквалификации. На 7 декември, на Последна битка 2014, той партнира с Пристрастяването (Кристофър Даниълс и Франки Казариан), но губят от Йънг Бъкс и Ей Си Ейч след Мелцер Драйвър и 450° цамбурване.
На 16 май 2015, на Глобални войни '15, Алекзандър приключва серията от победи на Муус, след като го удря с гаечен ключ. На 19 юни, на Най-добрия на света, Алекзандър се обединява с Каприс Колман, но се разделят завинаги, когато Колман отказва да позволи на Алекзандър да използва ключа отново в мач срещу Машината за войни (Нансън и Реймънд Роу). По-късно на същото събитие Алекзандър става напълно злодей, когато атакува Муус, обединявайки се с бившата мениджърка на Муус, Веда Скот.
На 14 май 2016, Алекзандър обявява, че е напуснал ROH.

### WWE (от 2016 г.)
На 13 юни 2016, Алекзандър е обявен като участник в предстоящия турнир на WWE, Полутежка класика. Турнирът започва на 23 юни, където Алекзандър побеждава Клемент Петьот в първия кръг. На 14 юли, Алекзандър е елиминиран от турнира от Кота Ибуши. След мача, Алекзандър получава уважението на Трите Хикса и феновете, които скандират „Моля, наемете Седрик“. Трите Хикса се здрависва с него, кимайки одобрително, преди да го изпрати зад кулисите. Мачът впоследствие получава висока критика, получавайки рейтинг от 4 1/2 звезди от Дейв Мелцер от Wrestling Observer Newsletter.
На 29 август в епизод на Първична сила е обявено, че Алекзандър ще е част от предстоящата дивизия в полутежка категория на WWE. Алекзандър дебютира на 19 септември, на Първична сила, предавайки се от Брайън Кендрикът в мач Фатална четворка, включващ Рич Суон и Гран Металик, за шанс за Титлата в полутежка категория на WWE срещу Ти Джей Пъркинс на Сблъсъкът на шампионите. На 21 септември дебютира на NXT в мач срещу Андраде „Сиен“ Алмас. Седрик печели мача чрез туш. На 26 септември на Първична сила, Седрик Алекзандър и Рич Суон побеждават Линсе Дорадо и Дрю Гулак в отборен мач.

## В кеча
- Финални ходове
  - Kick to Kill (Fireman's carry overhead kick)
  - Lumbar Check (Back suplex double knee backbreaker)
  - Overtime (Frog splash)
- Ключови ходове
  - Belly-to-belly suplex
  - Brainbuster
  - Diving clothesline, понякога, докато прави springboard
  - Версии на ритник
    - Concussion on Delivery (Drop, понякога на опонент на ъгъла)
    - Enzuigiri
    - Jumping corkscrew roundhouse
    - Springboard roundhouse
    - Super

  - Reverse STO
  - Michinoku driver
  - Somersault plancha
  - Split-legged moonsault
  - Springboard clothesline
- Мениджъри
  - Веда Скот[12]
  - Томи Томасът
- Прякори
  - „Лумбар Наследник“
  - „Любимият син на Куин Сити“
- Входни песни
  - Overtime на King Keleze[18]
  - Only One Shot на 615 Platinum Series[18]
  - Sick на delitas Way[18]
  - Won't Let Go на CFO$[18] (WWE; от 23 юни 2016 г.)
  - Classic на Kenny Wootton and Harley Wootton[19]

## Шампионски титли и отличия
- America's Most Liked Wrestling
  - Престижен шампион на AML (1 път)
  - Турнир за Престижната титла на AML (2016)
- CWF Mid-Atlantic
  - Средно-Атлантически телевизионен шампион на CWF (1 път)[20]
  - Ултра Джей шампион на PWI (1 път, настоящ)[21]
- Exodus Wrestling Alliance
  - Шампион в полутежка категория на EWA (1 път)
- Premiere Wrestling Federation
  - WORLD-1 шампион в тежка категория на PWF (1 път)[22]
- Premiere Wrestling Xperience
  - Шампион в тежка категория на PWX (1 път)[23]
  - Иновативен телевизионен шампион на PWX (1 път)[24]
- Pro Wrestling EVO
  - Шампион в тежка категория на EVO (1 път)[25]
- Pro Wrestling Illustrated
  - PWI го класира кат. 85 от топ 500 индивидуални кечисти в PWI 500 през 2015[26]
- WrestleForce
  - Шампион на WrestleForce (2 пъти)[27]